# Eduard III.
Eduard III. (13. studenog 1312., - 21. lipnja 1377.), engleski kralj.
Englesku krunu naslijedio je 1327. godine od oca Eduarda II. nakon nasilnog prevrata kojeg su u njegovu korist izvršili njegova majka Izabela i njezin ljubavnik Roger Mortimer, kojeg je posljedica bila nasilna smrt Eduarda II.
Izabela i Mortimer prvih su nekoliko godina vladavine kontrolirali mladog Eduarda, ali su godine 1330. Eduard i njegovi prijatelji zarobili Mortimera, dali ga objesiti, a Izabelu zatočili.
Eduard III. je obnovio kraljevsku vlast i ugled nakon kaosa koji je zavladao za vrijeme vladavine njegova oca Eduarda II. Pridobio je na svoju stranu visoko plemstvo. Državne institucije su u razdoblju nakon 1330., nakon dužeg vremena, počele učinkovito funkcionirati usprkos mnogim problemima koji su bili naslijeđe vladavine njegova oca kao što su održavanje reda i zakona i suzbijanje opće rasprostranjene korupcije. Iz toga razloga suci su dobili veće ovlasti, a kraljevim službenicima (šerifima) dodijeljene su nadležnosti skupljanja kraljevih prihoda, globi, izvršavanja sudskih naloga, predsjedanja grofovijskim sudovima, sastavljanja porote i čuvanja zatvorenika. Edvard je ojačao ulogu parlamenta te je čak poticao građane i seoske plemiće da sudjeluju u radu parlamenta. Ukupno gledajući Edvard je uspostavio sposobnu vlast koja je učinkovito prikupljala poreze, ali i sve više iscrpljivala gospodarstvo i stanovništvo.
Glavni razlog Eduardove skupe vladavine bio je rat. Naime, u Francuskoj je izumrla izravna linija dinastije Capet pa je Eduard 1337. tražio za sebe francusku krunu jer mu je majka Izabela bila iz kuće Capet. Eduard je ponosno zatražio francusku krunu izazivajući "Filipa de Valoisa koji je sebe nazivao francuskim kraljem", i zapleo se u rat koji će kasnije dobiti naziv Stogodišnji rat. Da bi plemstvo privukao u rat 1337. godine, prije nego što je napao Francusku imenovao je šest novih grofova, te osnovao novi viteški Red vitezova Podvezice (The Knights of the Garter) kojemu je i sam pripadao.
U početku rata Eduard je pobjedama u pomorskoj bitci kod Sluisa 1340., Crécyja 1346., zauzećem Calaisa nakon jednogodišnje opsade, pobjedom kod Poitiersa  1356. te osvajanjem velikog dijela zapadne Francuske postigao uspjehe, ali godine 1360. sporazumom iz Brétignyja morao se odreći svojih pretenzija u Francuskoj, a primirjem godine 1375. izgubio je sve posjede u Francuskoj osim Calaisa, Bordeauxa, Bayonne i Bresta.
Kako rat više nije bio uspješan, Eduard je sve više gubio političku moć, čime je jačala uloga parlamenta. Dvije godine nakon poraza u Francuskoj Eduard je umro, a naslijedio ga je unuk Rikard (1377.).
Od vremena kad je vladao Henrik II. sve do 1348., Eduarda III. Ispovjednika smatralo se svecem zaštitnikom Engleske. Kad je kraljevao Eduard III., za sveca zaštitnika Engleske uzet je sveti Juraj, a Eduard III. Ispovjednik je ostao zaštitnikom britanske kraljevske obitelji.
| Prethodnik Eduard II. | Kralj Engleske | Nasljednik Rikard II. |